# Bernhard Hellström
Edvard Josef Bernhard Hellström, född 11 maj 1876 i Norrköping, död 20 januari 1958, var en svensk civilingenjör. 
Hellström avlade mogenhetsexamen 1895, utexaminerades från Kungliga Tekniska högskolan 1899 och studerade vid Tekniska högskolan i Berlin 1901–1902. Han var anställd vid Norrköpings stads byggnadskontor 1899–1901, biträdande lärare i maskinritning vid Tekniska elementarskolan i Norrköping 1901, tillförordnad stadsingenjör, stadsbyggmästare och brandchef i Oskarshamns stad samma år, elev vid AEG i Berlin 1902, ingenjör vid byggnads- och installationsarbetena vid AB Alfa Laval Separators nya fabrik i Berlin samma år, anställd hos löjtnant Helge Torulf 1903 och vid Dramatiska teaterns byggnadskontor i Stockholm 1903–1905, blev stadsingenjör och chef för elektricitetsverket i Falkenbergs stad 1905 samt föreståndare för vatten- och elektricitetsverket i Nässjö stad 1918.
Hellström var gift med Maria (Maja) Lundgren och var far till Marit Neymark.